# Triton Million for Charity
Das Triton Million for Charity war ein Pokerturnier, das vom 1. bis 3. August 2019 in London ausgetragen wurde. Es war das erste Einladungsturnier der Triton Poker Series und mit seinem Buy-in von über einer Million Pfund Sterling das bisher teuerste Pokerturnier weltweit.

## Modus
Das Event wurde im Londoner Hotel Hilton on Park Lane ausgetragen und von der Triton Poker Series veranstaltet. Als Sponsor fungierte die Turnierserie partypoker Live. Gespielt wurde die Variante No Limit Hold’em. Der Buy-in betrug 1.050.000 Pfund, wobei 50.000 Pfund davon an verschiedene wohltätige Zwecke gespendet wurden. Der Buy-in entsprach zu Turnierbeginn umgerechnet 1,1 Millionen Euro und löste damit das 2016 ausgetragene Big One for One Drop als teuerstes Pokerturnier ab, das eine Million Euro als Startgeld verlangt hatte. Die Teilnehmer mussten zum Turnier eingeladen werden, wobei die Veranstalter Freizeitspieler bzw. Geschäftsleute als Spieler anfragten und diese wiederum einen professionellen Pokerspieler für das Turnier auswählen konnten. In den ersten sechs Blindleveln, die jeweils eine Stunde lang dauerten, saßen die Freizeit- und Profispieler an getrennten Tischen.

## Übertragung
Das gesamte Turnier wurde über die Livestreaming-Plattform Twitch sowie in Zusammenarbeit mit Poker Central auf der eigentlich kostenpflichtigen Livestream-Plattform PokerGO kostenlos übertragen. Das Event wurde von Jeff Gross, Randy Lew, Ali Nejad, Nick Schulman und Lex Veldhuis kommentiert. Darüber hinaus war Liv Boeree als Moderatorin und für Spielerinterviews zuständig. Ab September 2021 wurden Zusammenfassungen des Turniers in 10 rund 45-minütigen Episoden aufbereitet und via YouTube veröffentlicht.

## Teilnehmer
54 Spieler, je 27 Freizeitspieler und Profispieler, nahmen am Turnier teil. Darunter befand sich mit Sosia Jiang eine Frau.

### Freizeitspieler
- Bobby Baldwin
- Stanley Choi
- Hing Chow
- Alfred DeCarolis
- Tony G
- Sosia Jiang
- Cary Katz
- Örpen Kısacıkoğlu
- Ivan Leow
- Yu Liang
- Chin Lim
- Pat Madden
- Andrew Pantling
- Bill Perkins
- Paul Phua
- Ferdinand Putra
- Rick Salomon
- Talal Shakerchi
- Leon Tsoukernik
- Haralabos Voulgaris
- Qiang Wang
- Ben Wu
- Richard Yong
- Robert Yong
- Wai Yong
- Winfred Yu
- Aaron Zang

### Professionelle Spieler
- Timothy Adams
- Mikita Badsjakouski
- Justin Bonomo
- Rui Cao
- Daniel Cates
- Wai Chan
- Stephen Chidwick
- Tom Dwan
- Matthias Eibinger
- Sam Greenwood
- Fedor Holz
- Martin Kabrhel
- Bryn Kenney
- Jason Koon
- Igor Kurganow
- Timofei Kusnezow
- David Peters
- Nick Petrangelo
- Vivek Rajkumar
- Andrew Robl
- Dan Smith
- Michael Soyza
- Daniel Tang
- Sam Trickett
- Elton Tsang
- Christoph Vogelsang
- Tan Xuan

## Ergebnisse

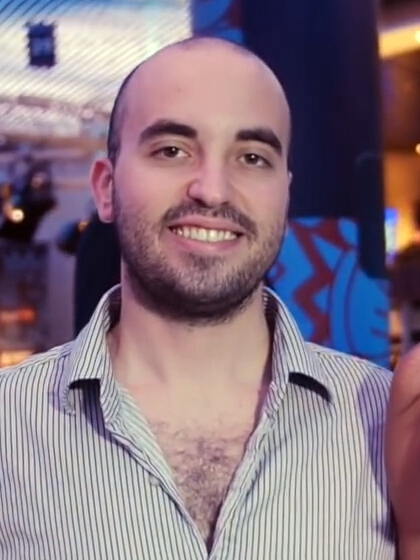
Bryn Kenney gewann das bisher höchste bei einem Pokerturnier ausgeschüttete Preisgeld

Alle Spieler starteten mit einem Stack von einer Million Chips. Am ersten Turniertag wurden zehn Blindlevel gespielt. Am Ende des Tages befanden sich noch 36 der 54 Spieler im Turnier. Chipleader war Bill Perkins mit mehr als 3,5 Millionen Chips. Am zweiten Turniertag wurden die Preisgeldränge erreicht, nachdem Igor Kurganow auf dem zwölften Platz ausgeschieden war. Der Tag endete mit Erreichen des Finaltischs und acht verbliebenen Spielern. Als Chipleader in den finalen Tag ging Vivek Rajkumar mit 18 Millionen Chips.
Am Finaltag dauerte es knapp dreieinhalb Stunden, bis der erste Spieler seinen Platz räumen musste: Timothy Adams hatte mit K♦ K♥ vor dem Flop alle Chips gegen Rajkumars A♦ T♣ in die Tischmitte bekommen, sich jedoch gegen das getroffene A♣ geschlagen geben müssen. Rund 15 Minuten später lief Alfred DeCarolis mit A♥ 3♥ in Stephen Chidwicks A♠ A♣ und schied auf dem siebten Platz aus. Anschließend spielte das Feld fast zwei Stunden lang zu sechst und Dan Smith übernahm in dieser Zeit die Führung in Chips. Dann stellte Bill Perkins seine verbliebenen Chips mit K♥ T♦ All-in, die Hand konnte sich gegen Bryn Kenneys A♠ A♦ jedoch nicht verbessern und Perkins belegte den sechsten Rang. Nachdem Kenney seinen Chipstack gegen Aaron Zang verdoppelt hatte, nahm er in Rajkumar anschließend den nächsten Spieler aus dem Turnier. Kenney hielt erneut A♥ A♣, schlug damit A♠ 8♠ des Inders und übernahm den Chiplead. Anschließend setzte sich Zang erstmals an die Spitze in Chipcounts, Kenney erkämpfte sich den Chiplead jedoch schnell zurück und setzte sich in der Folge deutlich von den anderen Spielern ab. Mit K♥ J♣ war es dann auch Kenney, der Chidwick mit 7♠ 7♦ aus dem Turnier nahm. Wenige Hände später eliminierte er mit Q♥ T♥ auch Smith, der A♦ T♣ All-in gestellt hatte. Vor Beginn des entscheidenden Heads-Up, das Kenney mit einem deutlichen Vorsprung startete, einigten sich die beiden Spieler auf einen Deal, der Kenney ein Preisgeld von knapp 17 Millionen Pfund und Zang knapp 14 Millionen Pfund zusicherte. Letzterer übernahm nach zwei großen Pots schnell wieder die Führung. Schließlich gingen in der 160. Hand am Finaltisch auf das Board 8♠ 4♠ 3♣ alle Chips in die Mitte: Kenney hatte mit A♠ 6♠ einen Flush-Draw, konnte sich gegen Zangs 8♦ 5♦ jedoch nicht verbessern und belegte den zweiten Platz. Kenney erhielt das bisher höchste bei einem Pokerturnier ausgeschüttete Preisgeld von umgerechnet mehr als 20,5 Millionen US-Dollar und übernahm damit die Führung in der All Time Money List von Justin Bonomo. Zang sicherte sich umgerechnet mehr als 16,7 Millionen Dollar und ist seitdem der erfolgreichste chinesische Pokerspieler.
| Platz | Herkunft               | Spieler          | Preisgeld  | Preisgeld    |
| Platz | Herkunft               | Spieler          | in Pfund   | in US-Dollar |
| ----- | ---------------------- | ---------------- | ---------- | ------------ |
| 1     | China Volksrepublik    | Aaron Zang       | 13.779.491 | 16.775.820   |
| 2     | Vereinigte Staaten     | Bryn Kenney      | 16.890.509 | 20.563.324   |
| 3     | Vereinigte Staaten     | Dan Smith        | 07.200.000 | 08.765.628   |
| 4     | Vereinigtes Konigreich | Stephen Chidwick | 04.410.000 | 05.368.947   |
| 5     | Indien                 | Vivek Rajkumar   | 03.000.000 | 03.652.345   |
| 6     | Vereinigte Staaten     | Bill Perkins     | 02.200.000 | 02.678.386   |
| 7     | Vereinigte Staaten     | Alfred DeCarolis | 01.720.000 | 02.094.011   |
| 8     | Kanada                 | Timothy Adams    | 01.400.000 | 01.704.427   |
| 9     | Malaysia               | Wai Chan         | 01.200.000 | 01.460.938   |
| 10    | Malaysia               | Chin Lim         | 01.100.000 | 01.339.193   |
| 11    | Hongkong               | Winfred Yu       | 01.100.000 | 01.339.193   |